# سیارک ۲۴۳۷
سیارک ۲۴۳۷ (به انگلیسی: 2437 Amnestia، نامگذاری:1942RZ) دو هزار و چهارصد و سی و هفتمین سیارک کشف شده‌است که در ۱۴ سپتامبر ۱۹۴۲ کشف شد.
قدر مطلق سیارک برابر ۱۳٫۱۰ است.